# Liste des stations du métro d'Osaka
Pour un article plus général, voir Métro d'Osaka.
 (février 2025).
Si vous disposez d'ouvrages ou d'articles de référence ou si vous connaissez des sites web de qualité traitant du thème abordé ici, merci de compléter l'article en donnant les références utiles à sa vérifiabilité et en les liant à la section « Notes et références ».

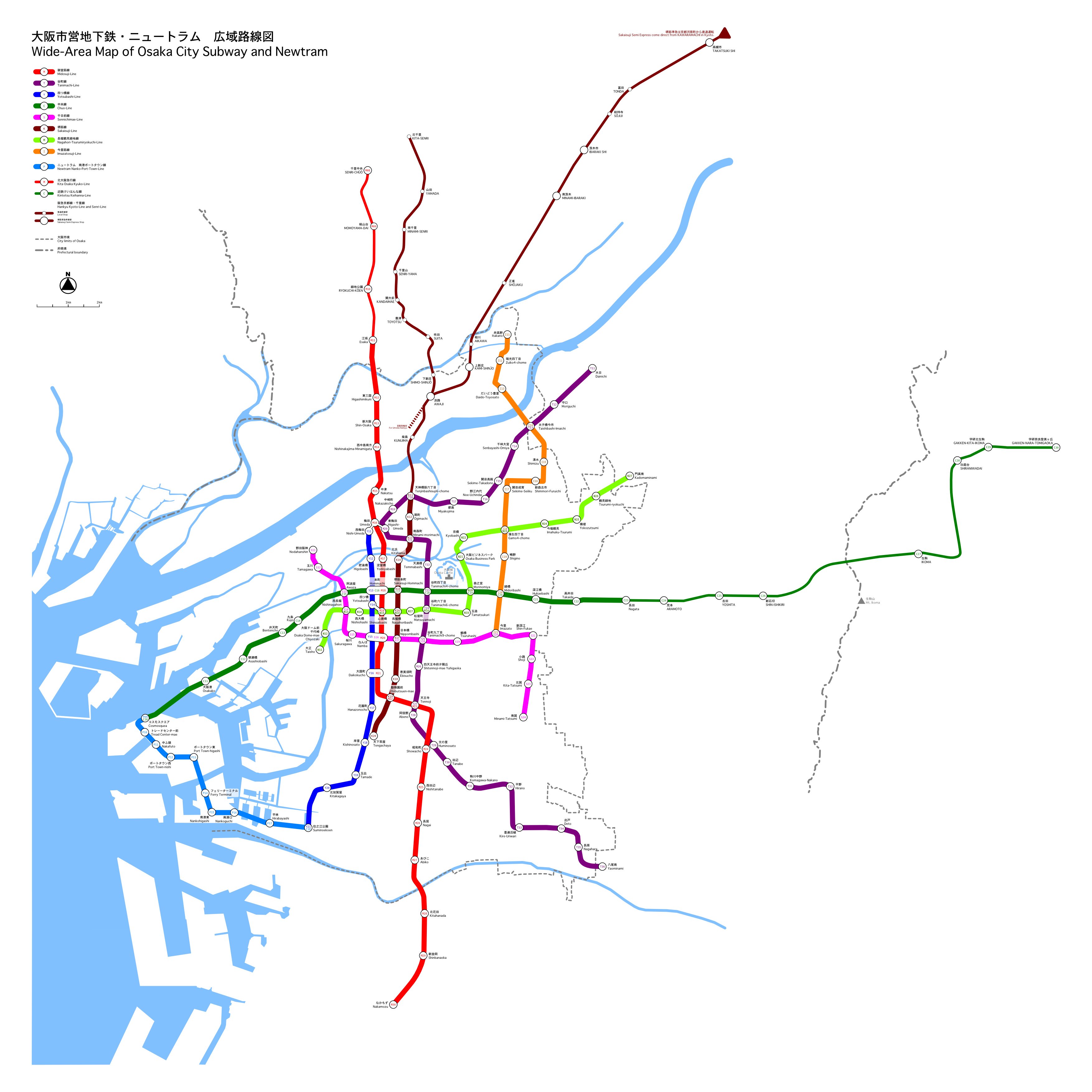
Carte du réseau du métro d'Osaka.

La liste des stations du métro d'Osaka est une liste alphabétique des stations du métro d'Osaka, au Japon.

## Liste par ordre alphabétique
- Haut – A
- B
- C
- D
- E
- F
- G
- H
- I
- J
- K
- L
- M
- N
- O
- P
- Q
- R
- S
- T
- U
- V
- W
- X
- Y
- Z

### A
- Abeno
- Abiko
- Asashiobashi
- Awaza

### B
- Bentencho

### C
- Cosmosquare

### D
- Daido-Toyosato
- Daikokucho
- Dainichi
- Deto
- Dobutsuen-mae
- Dome-mae Chiyozaki

### E
- Ebisucho
- Esaka

### F
- Fukaebashi
- Fuminosato

### G
- Gamo 4-chome

### H
- Hanazonocho
- Higashi-Mikuni
- Higashi-Umeda
- Higobashi
- Hirano
- Honmachi

### I
- Imafuku-Tsurumi
- Imazato
- Itakano

### K
- Kadoma-minami
- Kire-Uriwari
- Kishinosato
- Kita-Tatsumi
- Kitahama
- Kitahanada
- Kitakagaya
- Komagawa-Nakano
- Kujo
- Kyobashi

### M
- Matsuyamachi
- Midoribashi
- Minami-Morimachi
- Minami-Tatsumi
- Miyakojima
- Moriguchi
- Morinomiya

### N
- Nagahara
- Nagahoribashi
- Nagai
- Nagata
- Nakamozu
- Nakatsu
- Nakazakicho
- Namba
- Nippombashi
- Nishi-Umeda
- Nishinagahori
- Nishinakajima-Minamigata
- Nishiohashi
- Nishitanabe
- Nodahanshin
- Noe-Uchindai

### O
- Ogimachi
- Osaka Business Park
- Osakako

### S
- Sakaisuji-Hommachi
- Sakuragawa
- Sekime-Seiiku
- Sekime-Takadono
- Sembayashi-Omiya
- Shigino
- Shimizu
- Shimmori-Furuichi
- Shin-Fukae
- Shin-Osaka
- Shinkanaoka
- Shinsaibashi
- Shitennoji-mae Yuhigaoka
- Shoji
- Showacho
- Suminoekoen

### T
- Taishibashi-Imaichi
- Taisho
- Takaida
- Tamade
- Tamagawa
- Tamatsukuri
- Tanabe
- Tanimachi 4-chome
- Tanimachi 6-chome
- Tanimachi 9-chome
- Temmabashi
- Tengachaya
- Tenjinbashisuji 6-chome
- Tennoji
- Tsuruhashi
- Tsurumi-ryokuchi

### U
- Umeda

### Y
- Yaominami
- Yodoyabashi
- Yokozutsumi
- Yotsubashi
- Yumeshima

### Z
- Zuiko 4-chome